# تحریریه

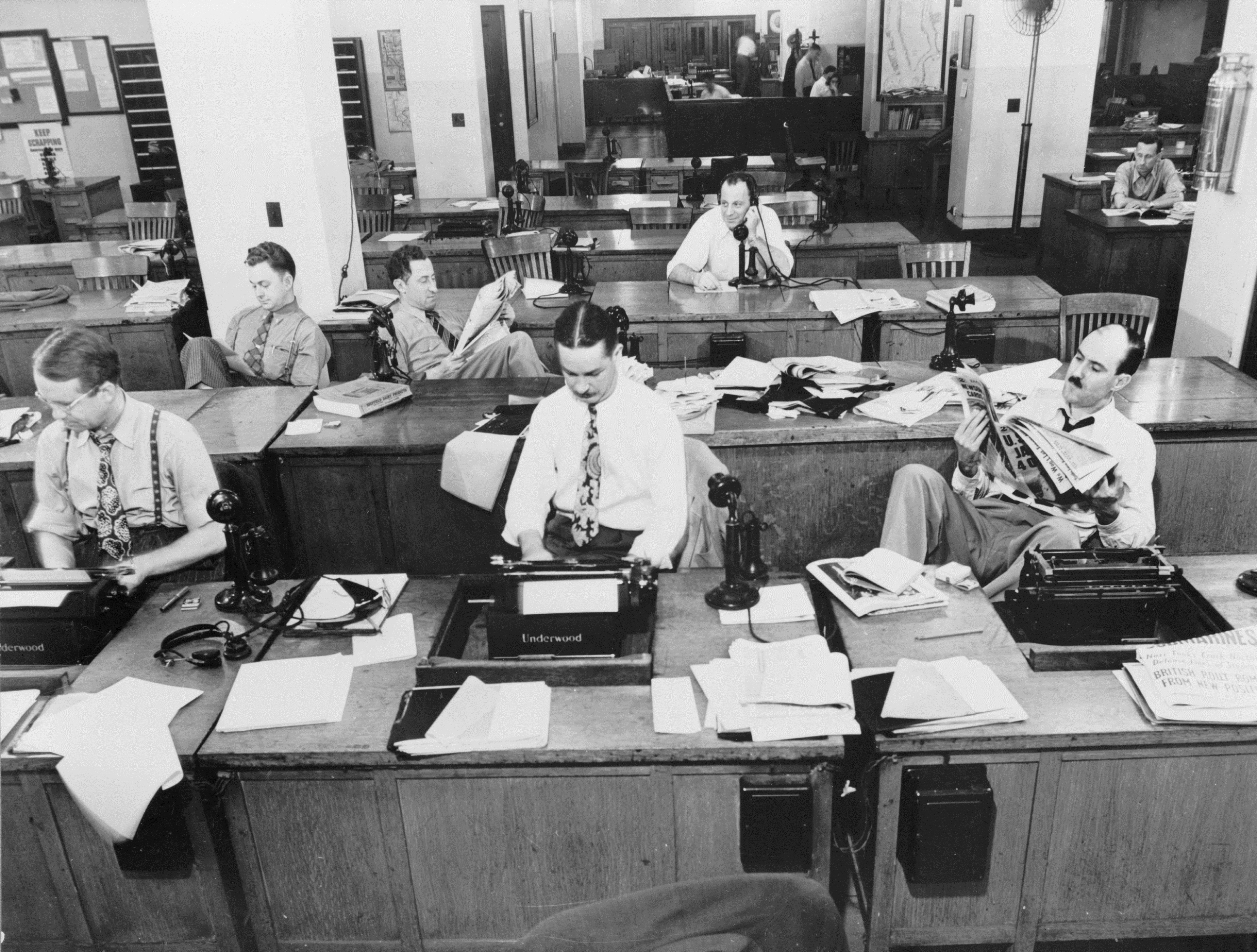
تصویر سال ۱۹۴۲ در اتاق خبر نیویورک تایمز که خبرنگاران را در حال کار با ماشین تایپ و در حال دریافت خبر از گزارشگران محلی از طریق تلفن نشان می‌دهد.

تحریریه به مکان و مرکزی گفته می‌شود که در آن خبرنگارها-گزارشگرها، ویراستارها و تهیه‌کننده‌های تلویزیونی به همراه دیگر کارکنان مشغول دریافت خبر برای نشر در روزنامهها، روزنامه‌های آنلاین و مجلهها یا برای پخش در رادیو یا تلویزیون هستند.